# کورناله
کورناله (به ایتالیایی: Cornale) یک منطقهٔ مسکونی در ایتالیا است که در Cornale e Bastida واقع شده‌است. کورناله ۱٫۷ کیلومتر مربع مساحت و ۷۳۲ نفر جمعیت دارد.